# Kaili (Stadt)

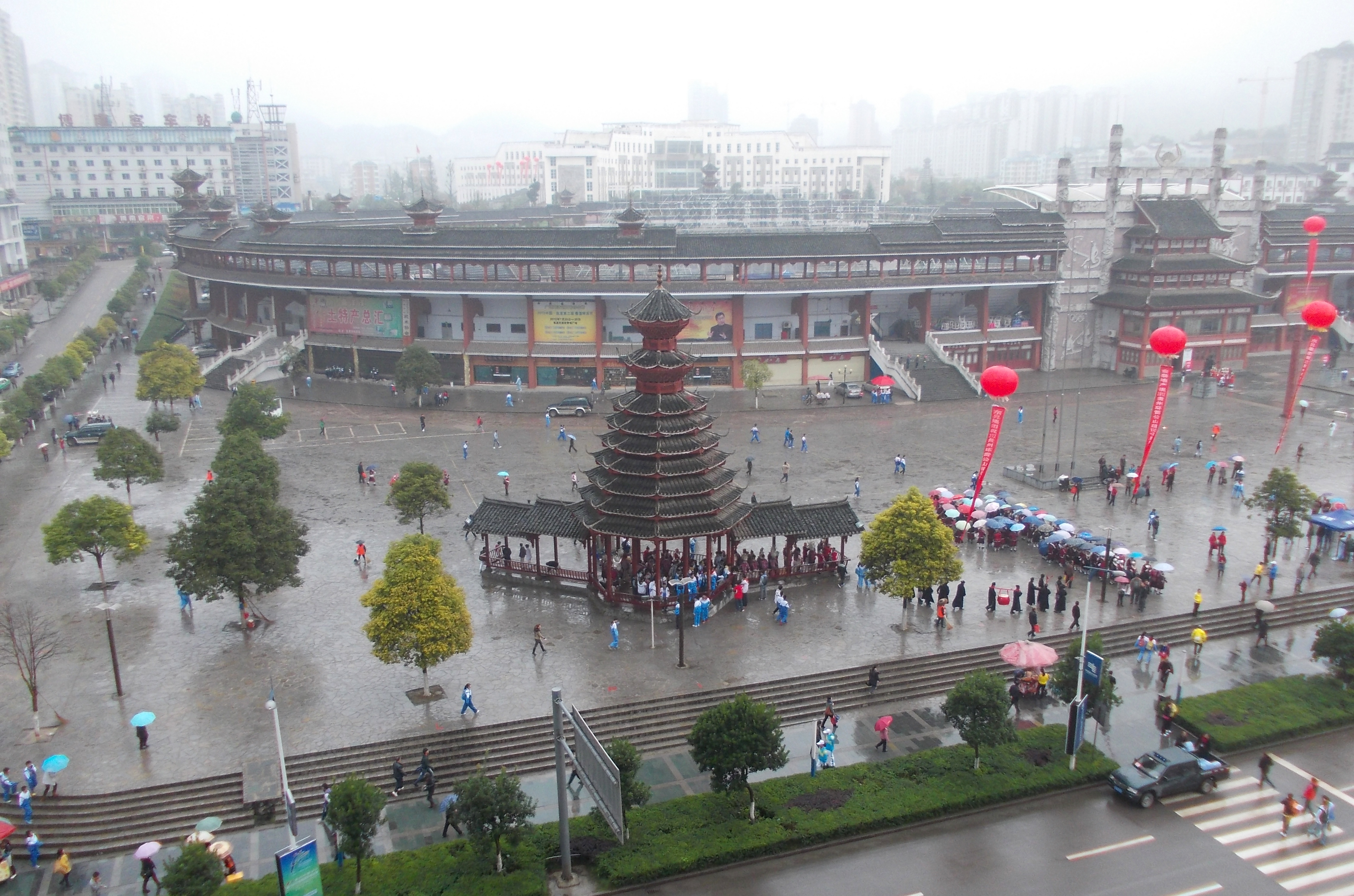
Kaili

Kaili (chinesisch 凯里市, Pinyin Kǎilǐ Shì) ist die Hauptstadt des Autonomen Bezirks Qiandongnan der Miao und Dong im Südosten der chinesischen Provinz Guizhou. Kaili hat eine Fläche von 1.569 km² und zählt 547.100 Einwohner (Stand: Ende 2018).